# K-Klasse (1917)
Die K-Klasse war eine dampfturbinengetriebene Klasse von U-Kreuzern der britischen Royal Navy im Ersten Weltkrieg. Die Kriegsschiffe wurden wegen ihrer häufigen Unfälle von den britischen Seeleuten umgangssprachlich als „Calamity Class“ (sinngemäß: „Unheil- oder Unglücksklasse“) bezeichnet.

## Baugeschichte
Die britische Admiralität war schon seit 1912 an einem U-Boot interessiert, das mit einer geforderten Überwassergeschwindigkeit von mindestens 21 kn (39 km/h) schnell genug sei, um die Überwasserverbände der Flotte begleiten zu können. Die ersten Entwürfe scheiterten jedoch.
Im Januar 1915 wurde die J-Klasse in Auftrag gegeben. Die Boote wurden mit drei 12-Zylinder-Dieselmotoren ausgestattet, erreichten aber mit 19 kn (35 km/h) nicht die geforderten Werte.
Im April 1915 schlug Vickers dem Chef der U-Boote Kommodore Hall die Verwendung von Dampfturbinen vor. Mit Dampfturbinen ließen sich wesentlich höhere Leistungen erzielen als mit damaligen Dieselmotoren. Der Entwurf von Vickers konnte über Wasser bis zu 24 kn (44 km/h) schnell fahren und mithin die Forderungen erfüllen. Die Marineführung nahm den Vorschlag an und beauftragte den Bau von 21 Einheiten zu einem Stückpreis von 340.000 £. Zwischen 1915 und 1918 wurden 17 Boote gebaut.
Anstelle der Aufträge K18 bis K21 wurden später vier M-Klasse-Boote geordert. Drei dieser mit einem überdimensionalen 305-mm-Geschütz bewaffneten Monitore wurden gebaut; der letzte wurde nicht mehr fertiggestellt.
Die K-Klasse wurde weiterentwickelt und verbessert. 1917 bestellte die britische Regierung sechs leistungsgesteigerte U-Boote. Die 1923 in Dienst gestellte K26 war das einzige gebaute Boot des zweiten Bauloses. Die anderen fünf Aufträge wurden gestrichen.

## Konstruktive Merkmale

### K1bisK17
Die wichtigste Forderung an die Tauchboote war eine hohe Überwassergeschwindigkeit. Deshalb wurden als Hauptantrieb zwei Dampfturbinen gewählt. Der Dampfdruck wurde in zwei ölbefeuerten Dampfkesseln erzeugt. Die Turbinen gaben eine Leistung von 10.500 PS (7800 kW) ab und trieben zwei Propeller an. Diese Konstruktion erlaubte hohe Überwassergeschwindigkeiten, forderte aber auch einen enormen Treibstoffverbrauch, der die Reichweite bei voller Leistung auf 1.500 km begrenzte. Bei einer wirtschaftlicheren Geschwindigkeit von 10 kn (19 km/h) konnten die U-Boote bis zu 23.000 km weit fahren.
Über Wasser waren die K-Klasse-Boote wahrscheinlich die schnellsten U-Boote aller Zeiten. Moderne U-Boote sind auf hohe Unterwassergeschwindigkeiten optimiert und aufgetaucht relativ langsam. Selbst die sowjetischen Atom-U-Boote der Alfa-Klasse, die mit bis zu 45 kn (83 km/h) die schnellsten U-Boote aller Zeiten waren, fuhren über Wasser lediglich 14 kn (26 km/h).
In der Planungsphase war ein dritter Propeller vorgesehen, den ein Dieselmotor während der Marschfahrt antreiben sollte. Die vier Elektromotoren sollten die beiden Haupt-Propeller nur im getauchten Zustand antreiben.
In den gebauten Booten wurde auf den dritten Propeller verzichtet. Der Dieselmotor wurde mit einem elektrischen Generator kombiniert. Mit der elektrischen Energie wurden die Akkumulatoren aufgeladen und bei langsamer Überwassermarschfahrt die Elektromotoren angetrieben.
Die U-Boote waren mit insgesamt zehn Torpedorohren mit einem Innendurchmesser von 457 mm bewaffnet. Vier nachladbare Torpedorohre waren im Bug eingebaut. Die Boote führten bis zu acht Reservetorpedos. Seitlich waren vier weitere Rohre montiert. Außerdem befanden sich auf dem Deck zwei Rohre in einer schwenkbaren Doppellafette. Sie sollten bei Überwassernachteinsätzen benutzt werden, wurden aber später wieder demontiert, weil sie bei Seegang schnell Schaden nahmen. Die Artilleriebewaffnung bestand aus einer 76,2-mm-Flugabwehrkanone und zwei 102-mm-Geschützen.
Die Zweihüllenboote hatten mit 32,5 % eine sehr gute Auftriebsreserve. Bedingt durch das Antriebskonzept brauchte der reguläre Abtauchvorgang um die fünf Minuten. Zwölf große Luken und hunderte Ventile mussten druckdicht geschlossen und der Dampfantrieb heruntergefahren werden. Das gab dem Kommandanten sogar genug Zeit, während des Abtauchens das Deck zu inspizieren und die Luken auf Dichtigkeit zu prüfen. Den Abtauchrekord stellte die K8 mit 3 Minuten 25 Sekunden auf.

### K26
Die K26 war etwas größer als die Vorgänger und konnte bis zu 300 tn.l. Brennstoff mitführen. Die Reichweite bei Maximalgeschwindigkeit wurde um fast 50 % auf über 2200 km gesteigert.
Die Torpedobewaffnung war mit zehn teilweise größeren Rohren ebenfalls stärker. Im Bug befanden sich vier nachladbare 457-mm-Torpedorohre. Seitlich waren sechs 533-mm-Rohre montiert. Des Weiteren tauchte das Boot schneller als seine Vorgänger ab und konnte 26 m tiefer tauchen.

### Grundsätzliche Probleme des Entwurfes
Die K-Klasse-Boote waren schwer zu manövrieren, für ihre Zeit sehr groß und kompliziert, aber auch modern und stark bewaffnet. Sie bekamen wegen vieler schwerer Unfälle, die teilweise auf konstruktive Schwächen zurückzuführen waren, einen sehr schlechten Ruf.
Die Boote neigten dazu, bei hoher Fahrt ungewollt schnell und unkontrolliert über den Bug abzutauchen. Im Einsatz reichte aber der Restdruck der Dampfkessel, um auch nach dem ungewollten Abtauchen oder dem Löschen der Feuer die hohe Geschwindigkeit für kurze Zeit beizubehalten. Dadurch tauchten die Boote teilweise zu schnell ab und unterschritten oftmals die sichere Maximaltauchtiefe von 50 m, bevor sie abgefangen werden konnten. Die Länge der Boote und die geringe maximale Tauchtiefe bewirkten zusätzlich, dass bei zu steilem Abtauchen der Druckkörper gefährlich inhomogen belastet wurde. Bei einem Abtauchwinkel von lediglich 10° ergab sich ein Tiefenunterschied zwischen Bug und Heck von 18 m. Bei 30° waren es immerhin fast 50 m. Das bedeutete, dass das Heck noch an der Oberfläche war und der Bug schon die Sicherheitsgrenze von 50 m erreichte, was umso gefährlicher war, da die acht internen Schotten lediglich für Druckunterschiede entsprechend 20 m Wassertiefenunterschied getestet waren. Die Konstrukteure konnten den ungewollten dynamischen Abtrieb mit einer kompletten Umgestaltung des Bugs durch Einfügen eines zusätzlichen flutbaren Ballasttanks zwar verringern, aber nie vollständig beseitigen.
Die Brenner benötigten relativ große Abgasrohre. Die Dampfkessel überhitzten schnell, weshalb sehr große Ventilatoren zur Kühlung installiert werden mussten. Das führte zu ähnlichen Schwierigkeiten wie denen, welche die Franzosen schon 15 Jahre zuvor bei der Narval nicht vollends lösen konnten. Bei zu hohem Seegang schlug Seewasser in die Zu- und Abluftkanäle der K-Klasse-Boote und löschte teilweise das Feuer. Die Verriegelungen der Dichtungen klemmten häufig und Wasser drang beim Tauchen in den Druckkörper ein. Nach der K-Klasse wurden weltweit keine konventionellen außenluftabhängigen U-Boote mit Dampfantrieb mehr gebaut. Dampf wurde erst bei der Erprobung außenluftunabhängiger Antriebskonzepte wie dem deutschen Walter- und dem französischen MESMA-Antrieb wieder als Antriebsmittel von U-Booten genutzt. Seit Ende der 1990er-Jahre betreibt die pakistanische Marine zumindest ein Agosta-Klasse-Boot mit MESMA-Antrieb. Die in den 1950er-Jahren eingeführten Atom-U-Boote nutzen ebenfalls Dampfturbinen.
Viel problematischer als die konstruktiven Schwächen war das Einsatzkonzept an sich. Die Boote sollten als Flotten-U-Boote eng mit schnellen und großen Überwassereinheiten wie Zerstörern, Schlachtkreuzern oder gar Schlachtschiffen operieren. Sie sollten genauso wie herkömmliche Kriegsschiffe in der Schlachtlinie fahren. Durch die niedrige Silhouette eines U-Bootes ist es auch aufgetaucht für Freund und Feind schlecht zu erkennen. Eigentlich zählt dieser Umstand zu den prinzipiellen Vorteilen eines U-Bootes. Auf der anderen Seite ist der Turm eines U-Bootes wesentlich niedriger als die Kommandobrücke eines Überwasserschiffes, wodurch ein U-Boot-Kommandant ein sehr eingeschränktes Sichtfeld hat. Außerdem waren die U-Boote durch ihre große Länge sehr schwer zu steuern, was in Verbindung mit der hohen Überwassergeschwindigkeit fatale Konsequenzen hatte. Infolge dieser grundsätzlichen Probleme kam es häufig zu Kollisionen.
Die technischen Unzulänglichkeiten konnten von den Ingenieuren teilweise gelöst oder zumindest gemindert werden. Das Einsatzkonzept der Admiralität, das im Grunde der Zeit der Segellinienschiffe Horatio Nelsons entstammte, erwies sich hingegen als kompletter Fehlschlag. Ähnlich wie an den Landfronten des Ersten Weltkrieges hinkten die Theorien der Militärstrategen den technischen Möglichkeiten ihrer Zeit weit hinterher.

## Einsatzgeschichte
Die U-Boote konnten im Krieg keine Erfolge erzielen. Alle Verluste sind die Folge von Unglücken. Kein einziges Boot ging durch Feindeinwirkung verloren. Die Geschichte der „Calamity class“ ist großteils eine Aufzählung von Unfällen.
Die erste fertiggestellte Einheit war die K3. Bei längeren Testfahrten im Jahr 1916 wurden diverse technische Probleme entdeckt und durch Umbauten teilweise gelöst. Bei einem Testtauchgang im Dezember 1916, bei dem sich der zukünftige König Georg VI. als Besucher an Bord befand, tauchte das Boot unkontrolliert ab, stieß in 45 m Tiefe auf Grund und bohrte sich tief in den Schlamm, während das Heck mit im Leerlauf durchdrehenden Schrauben mehrere Meter aus dem Wasser ragte. Erst nach 20 Minuten befreite sich das U-Boot aus seiner hilflosen Lage und tauchte unbeschadet auf.
Die K13 sank am 19. Januar 1917 noch vor ihrer Indienststellung bei einer Testtauchfahrt im Gare Loch. Beim Abtauchen konnten mehrere Luken nicht ausreichend abgedichtet werden. Trotz der folgenden umfangreichen Rettungsmaßnahmen konnten nur 48 Besatzungsmitglieder gerettet werden. 32 Männer fanden den Tod. Der Rumpf wurde gehoben und wieder flott gemacht. Das Boot erhielt den neuen Namen K22. Die bei Seeleuten unbeliebte „Unglücksnummer 13“ wurde nicht mehr vergeben.
Im selben Monat kam es auf der K2 bei ihrer ersten Taucherprobung zu einer Explosion und einem Brand.
Am 18. November 1917 operierten K1, K3, K4 und K7 gemeinsam mit dem Leichten Kreuzer Blonde vor der dänischen Küste. Als der Verband drei britischen Kreuzern auszuweichen versuchte, kollidierten K1 und K4. Die manövrierunfähige K1 musste selbstversenkt werden, um einen möglichen deutschen Zugriff zu verhindern. Die beschädigte K4 konnte heimkehren.
Am späten Abend des 31. Januar 1918 kam es im Firth of Forth zum schwersten Zwischenfall in der Geschichte der vom Unglück verfolgten U-Boot-Klasse. Innerhalb von 75 Minuten kollidierten mehrere U-Boote untereinander und auch mit Überwassereinheiten. Bei dem Massenunfall sanken K4 und K17. K6, K7, K14, K22 und der Kreuzer Fearless erlitten erhebliche Schäden. 105 britische Seeleute wurden getötet. Obwohl kein einziges feindliches Schiff beteiligt war, werden die dramatischen Vorgänge dieser Nacht als Schlacht bei der Insel May („Battle of May Island“) bezeichnet.
Die K5 ging am 20. Januar 1921 bei einem Flottenmanöver in der Biskaya mit der gesamten Besatzung unter ungeklärten Umständen verloren. Die wahrscheinlichste Erklärung ist, dass das U-Boot die Trimmung verlor, seine Zerstörungstiefe unterschritt und zerdrückt wurde.
Der letzte Verlust war die K15. Das U-Boot sank am 25. Juni 1921 auf seinem Liegeplatz in der Flottenbasis Portsmouth. Infolge eines Druckabfalls der Hydraulik wurden mehrere Luken undicht, wodurch Wasser in den Druckkörper eindringen konnte. Dies war nicht der letzte Unfall der K-Klasse. 1924 kollidierten die K2 und die K12 im Hafen von Portland.
Die verbliebenen U-Boote des ersten Bauloses wurden bis 1926 verschrottet.
Die 1923 in Dienst gestellte K26 war das einzige zu Ende gebaute Boot des zweiten Bauloses. Der Neubau führte 1924 eine von der interessierten britischen Öffentlichkeit beachtete Seereise via Gibraltar, Malta, durch den Sueskanal, über Colombo nach Singapur und zurück nach England durch. Das Boot blieb von den „Kalamitäten“ seiner Vorgänger verschont.
Die Tonnage des Kriegsschiffes übertraf die in der Londoner Flottenkonferenz von 1930 ausgehandelten Höchstmaße für U-Boote, weshalb die K26 1931 in Malta verschrottet wurde. Die moderne und teure Sonaranlage des Bootes wurde in das U-Boot L26 transferiert.

## Boote der Klasse
In der Liste werden zusätzlich zu den gebauten alle geplanten Boote einschließlich der M-Klasse-Boote angegeben. Als K-Klasse wurden lediglich die 18 Boote K1 bis K17 und K26 gebaut. Die K22 ist die umbenannte K13. Drei Boote gehören zur M-Klasse. Ein weiteres M-Klasse-Boot wurde nicht fertiggestellt. Der Bau der restlichen fünf Einheiten wurde abgebrochen.
| Boot | Bauwerft            | Kiellegung         | Stapellauf        | Indienststellung   | Bemerkung                                                                                  |
| ---- | ------------------- | ------------------ | ----------------- | ------------------ | ------------------------------------------------------------------------------------------ |
| K1   | Portsmouth Dockyard | 1. November 1915   | 14. November 1916 | 1. April 1917      | nach Kollision mit K4 am 17. November 1917 selbstversenkt; Besatzung gerettet              |
| K2   | Portsmouth Dockyard | 13. November 1915  | 14. Oktober 1916  | 1. Februar 1917    | 1926 zur Verschrottung verkauft                                                            |
| K3   | Vickers             | 21. Mai 1915       | 20. Mai 1916      | 22. September 1916 | 1921 zur Verschrottung verkauft                                                            |
| K4   | Vickers             | 28. Juni 1915      | 15. Juli 1916     | 1. Januar 1917     | nach Kollision mit K6 am 31. Januar 1918 ohne Überlebende gesunken                         |
| K5   | Portsmouth Dockyard | 13. November 1915  | 16. Dezember 1916 | 1. Juni 1917       | 1921 unter ungeklärten Umständen mit der gesamten Besatzung gesunken.                      |
| K6   | Devonport Dockyard  | 8. November 1915   | 31. Mai 1916      | 1. Februar 1917    | 1926 zur Verschrottung verkauft                                                            |
| K7   | Devonport Dockyard  | 8. November 1915   | 31. Mai 1916      | 1. Februar 1917    | 1921 zur Verschrottung verkauft                                                            |
| K8   | Vickers             | 22. September 1915 | 10. Oktober 1916  | 6. März 1917       | 1923 zur Verschrottung verkauft                                                            |
| K9   | Vickers             | 28. Juni 1915      | 8. November 1916  | 9. Mai 1917        | 1921 außer Dienst gestellt; später verschrottet                                            |
| K10  | Vickers             | 28. Juni 1915      | 27. Dezember 1916 | 26. Mai 1917       | 1921 zur Verschrottung verkauft; 1922 im Schlepp gesunken                                  |
| K11  | Armstrong-Whitworth | 1. Oktober 1915    | 16. August 1916   | 1. Februar 1917    | 1921 zur Verschrottung verkauft                                                            |
| K12  | Armstrong-Whitworth | 1. Oktober 1915    | 23. Februar 1917  | 1. August 1917     | 1926 verschrottet                                                                          |
| K13  | Fairfields          | 1. Oktober 1915    | 11. November 1916 |                    | bei Testfahrten gesunken; später gehoben und als K22 in Dienst gestellt; 1926 verschrottet |
| K14  | Fairfields          | 1. November 1915   | 8. Februar 1917   | 22. Mai 1917       | 1925 verschrottet                                                                          |
| K15  | Scotts              | 19. April 1916     | 31. Oktober 1917  | 30. April 1918     | am 25. Juni 1921 in Portsmouth gesunken; gehoben und 1924 zur Verschrottung verkauft       |
| K16  | Beardmore           | 1. Juni 1916       | 5. November 1917  | 13. April 1918     | 1920 außer Dienst gestellt; 1924 zur Verschrottung verkauft                                |
| K17  | Vickers             | 1. Juni 1916       | 10. April 1917    | 20. September 1917 | am 31. Januar 1918 nach Kollision mit dem Leichten Kreuzer Fearless gesunken; 48 Tote      |
| K18  | Vickers             | 1. Juli 1916       | 9. Juli 1917      | 17. April 1918     | Bauauftrag geändert; als M1 gebaut                                                         |
| K19  | Vickers             | 13. Juli 1916      | 19. Oktober 1918  | 14. Februar 1920   | Bauauftrag geändert; als M2 gebaut                                                         |
| K20  | Armstrong-Whitworth | 4. Dezember 1916   | 19. Oktober 1918  | 9. Juli 1920       | Bauauftrag geändert; als M3 gebaut                                                         |
| K21  | Armstrong-Whitworth | 1. Dezember 1916   | 20. Juli 1919     |                    | Bauauftrag geändert; als M4 geplant aber nicht fertiggestellt                              |
| K22  | Fairfields          | 1. Oktober 1915    | 11. November 1916 | 18. Oktober 1917   | ursprünglich K13 und gesunken; nach der Reparatur in K22 umbenannt; 1926 verschrottet      |
| K23  | Armstrong-Whitworth |                    |                   |                    | nicht fertiggestellt                                                                       |
| K24  | Armstrong-Whitworth |                    |                   |                    | nicht fertiggestellt                                                                       |
| K25  | Armstrong-Whitworth |                    |                   |                    | nicht fertiggestellt                                                                       |
| K26  | Vickers             | 1. Juni 1918       | 26. August 1919   | 28. Juni 1923      | 1931 verschrottet                                                                          |
| K27  | Vickers             |                    |                   |                    | nicht fertiggestellt                                                                       |
| K28  | Vickers             |                    |                   |                    | nicht fertiggestellt                                                                       |